# أليساندرو موريس
أليساندرو موريس (22 أغسطس 1982 - ) (بالإنجليزية: Alessandro Morris)‏ هو لاعب كريكت بريطاني. شارك مع منتخب جزر كايمان للكريكت.

## وصلات خارجية
- أليساندرو موريس على موقع إي آس بي آن كريك إنفو (الإنجليزية)